# 栗原正尚
栗原 正尚（くりはら しょうしょう、1968年12月12日 - ）は、日本の男性漫画家。東京都台東区出身。作品に『怨み屋本舗』がある。

## 来歴
東海大学教養学部卒業。1986年、17歳の時に江原正一名義で『週刊ヤングジャンプ』にてデビュー。大学在学中に『週刊少年ジャンプ』の月例賞（ホップ☆ステップ賞）で、審査員特別賞（荒木飛呂彦）を受賞。「ストレンジャー」が第44回（1992年下期）手塚賞佳作を受賞。「マップワールド」が第45回（1993年上期）手塚賞佳作を受賞。『ビジネスジャンプ』第153回月例一旗コミック新人賞にて「妻は復讐する」が佳作を受賞。
ペンネームを栗原正尚に変更。ビジネスジャンプ増刊『エクストラビージャン』にて『怨み屋本舗』の連載を2000年に開始。雑誌休刊を受け「怨み屋本舗」が『ビジネスジャンプ』へ2001年に移籍する。2006年7月14日に『怨み屋本舗』が同名タイトルでテレビ東京にて連続ドラマ放送開始され自身もゲスト出演する。
そしてドラマ化を目途に（無印の）『怨み屋本舗』の連載を一旦終了し、派生作品『怨み屋本舗 巣来間風介』新連載を開始。以降リニューアルを重ねて、『怨み屋本舗』をシリーズ化していく。
2012年からヤングチャンピオンにて、『神アプリ』の長期連載も開始。

## 人物
- 趣味はギター、ドライブ、読書、ダイビング、歌作り、コンビニエンスストア研究、将棋、バッシュ集め、CD鑑賞、音楽編集、ジョギング、松井秀喜のホームランカード集めなどと多趣味である。
- 特技は水泳、ミシン、部屋を散らかすこと。弱点は胃腸が弱いこと。
- 尊敬するミュージシャン・忌野清志郎の本名・栗原清志の苗字を採ってペンネームを「栗原」正尚としている[3]。
- 喫煙していたが『怨み屋本舗』のネタを考える際、煙草を1時間に26本吸って気分が悪くなった事を切っ掛け2004年4月15日に卒煙。そのため、仕事場を禁煙にしてアシスタントも「タバコを吸わない人」と募集欄に記入している。
- 子供の頃はロボットアニメ『超電磁ロボ コン・バトラーV』のファンで、漫画家を志す原点だった。影響を受けた漫画家は、大友克洋など。
- 『ジョジョの奇妙な冒険』のファンで、『怨み屋本舗』シリーズにネタを取り入れたりしたと明かしている。

## 作品リスト

### 連載
- 怨み屋本舗シリーズ
  - 怨み屋本舗（『エクストラビージャン』2000年4月30日号、同年8月30日号、2001年4月10日号）
  - 怨み屋本舗（『ビジネスジャンプ』2001年19号 - 2007年18号）
  - 怨み屋支店（『ビジネスジャンプ増刊BJ魂』2004年19号 - 2005年26号） - 『怨み屋本舗 巣来間風介』に収録。
  - 怨み屋本舗 巣来間風介（『ビジネスジャンプ』2007年20号 - 2009年8号）
  - 怨み屋本舗REBOOT（『ビジネスジャンプ』2009年9号 - 2011年21・22号）
  - 怨み屋本舗REVENGE（『グランドジャンプ』2011年1号 - 2014年17号）
  - 怨み屋本舗EVIL HEART（『グランドジャンプ』2014年23号 - 2017年12号）
  - 怨み屋本舗WORST（『グランドジャンプ』2018年13号 - 2022年17号）
  - 怨み屋本舗DIABLO（『グランドジャンプ』2022年18号 - 連載中）
- リセットマン（『ビジネスジャンプ増刊BJ魂』2006年32号 - 2009年45号） - 2巻分刊行後、単巻の『リセットマン NEW ORDER』として再刊。
- 神アプリ（『ヤングチャンピオン』2012年No.9 - 2020年No.22）
- 神アプリ The Love Game（『ヤングチャンピオン烈』2016年No.5 - 2017年No.6）
- フードンビ（『グランドジャンプPREMIUM』2014年5月号 - 2016年1月号）
- ナノハザード（漫画：かざあな、『少年ジャンプ+』2018年8月14日 - 2019年2月26日） - 原作担当。
- 制裁学園（『グランドジャンプむちゃ』『グランドジャンプめちゃ』[4]2020年 - 連載中）
- 粛正の解毒師（『ヤンジャン!』2021年12月7日[5] - 連載中）

### 読み切り
- 妻は復讐する
- ストレンジャー - 『めざせ漫画家手塚・赤塚賞受賞作品集』11巻に収録。
- マジシャンズ - 『ホップ☆ステップ賞SELECTION』10巻に収録。
- マップワールド - 『めざせ漫画家手塚・赤塚賞受賞作品集』12巻に収録。
- いやがらせGoGo（1998年発表） - 『ジャンプリミックス 怨み屋本舗 vol.4』に収録。
- 疫病神は嗤う（1998年発表） - 『ジャンプリミックス 怨み屋本舗 vol.5』に収録。
- 理不尽な報復 - 『ジャンプリミックス 怨み屋本舗 vol.8』に収録。
- FREEZE-駐停車禁止区域-（『ビジネスジャンプ』2000年24号） - 『ジャンプリミックス 怨み屋本舗 vol.9』に収録。
- 怨み屋本舗（『ビジネスジャンプ』2001年5号）
- 怨み屋本舗（『ビジネスジャンプ増刊BJ魂』2001年1号、2003年11号、同年12号）
- FREEZE-友引-（『ビジネスジャンプ増刊BJ魂』2001年3号）
- 十二月田本舗（『ビジネスジャンプ増刊BJ魂』2005年24号）
- 怨み屋本舗 （『ビジネスジャンプ増刊BJ魂』2006年29号、同年30号、2007年34号、同年36号、2008年44号、2009年45号、同年49号）
- 選挙屋Dの奇跡（『週刊ヤングジャンプ』2007年32号）
- ブレインワーム（作画：石田力也、『月刊ヤングジャンプ』2009年1月号） - 原作を担当。
- 怨み屋本舗REBOOT（『ビジネスジャンプ増刊BJ魂』2009年47号、同年50号、2010年51号、同年53号、同年54号）

### 書籍
- 『怨み屋本舗』、集英社〈ヤングジャンプ コミックス〉2001年 - 2007年、全20巻
- 『怨み屋本舗 巣来間風介』、集英社〈ヤングジャンプ コミックス〉2007年 - 2009年、全6巻
- 『リセットマン』、集英社〈ヤングジャンプ コミックス〉2007年 - 2008年、全2巻
- 『怨み屋本舗REBOOT』、集英社〈ヤングジャンプ コミックス〉2009年 - 2012年、全13巻
- 『怨み屋本舗REVENGE』、集英社〈ヤングジャンプ コミックス〉2012年 - 2014年、全11巻
- 『神アプリ』、秋田書店〈ヤングチャンピオンコミックス〉2012年 - 2020年、全27巻
- 『リセットマンNEW ORDER』、集英社〈ヤングジャンプ・コミックス〉2013年、全1巻
- 『フードンビ』、集英社〈ヤングジャンプ コミックス〉2014年 - 2016年、全2巻
- 『怨み屋本舗EVIL HEART』、集英社〈ヤングジャンプ コミックス〉2015年 - 2017年、全9巻
- 『神アプリ The Love Game』、秋田書店〈ヤングチャンピオンコミックス〉2016年 - 2017年、全3巻
- 『怨み屋本舗WORST』、集英社〈ヤングジャンプ コミックス〉2017年 - 2022年、全21巻
- 『ナノハザード』、漫画：かざあな、集英社〈ジャンプ コミックス+〉2018年 - 2019年、全3巻、原作担当
- 『制裁学園』、集英社〈ヤングジャンプ コミックス〉2020年 - 、既刊7巻（2025年1月17日現在）
- 『粛正の解毒師』、集英社〈ヤングジャンプ コミックス〉2022年 - 、既刊8巻（2025年1月17日現在）
- 『怨み屋本舗DIABLO』、集英社〈ヤングジャンプ コミックス〉2022年 - 、既刊12巻（2025年8月19日現在）

## アシスタント経験者
- 神崎裕也[6]
- 松井勝法[7]
- 吉沢緑時[8]
- 山下洋士[9]
- 松下こーいち[9]
- ナラボン[10]
- ジャスミン・ギュ[11]